# Équipe d'Argentine de football à la Copa América 1924
L'équipe d'Argentine de football participe à sa 8e Copa América lors de l'édition 1924 qui se tient à Montevideo en Uruguay du 12 octobre au 2 novembre 1924.

## Résultats

### Classement final
Les quatre équipes participantes sont réunies au sein d'une poule unique où chaque formation rencontre une fois ses adversaires. À l'issue des rencontres, l'équipe classée première remporte la compétition.
|   | Équipe    | Pts | J | G | N | P | BP | BC | Diff |
| - | --------- | --- | - | - | - | - | -- | -- | ---- |
| 1 | Uruguay   | 5   | 3 | 2 | 1 | 0 | 8  | 1  | +7   |
| 2 | Argentine | 4   | 3 | 1 | 2 | 0 | 2  | 0  | +2   |
| 3 | Paraguay  | 3   | 3 | 1 | 1 | 1 | 4  | 4  | 0    |
| 4 | Chili     | 0   | 3 | 0 | 0 | 3 | 1  | 10 | -9   |

| 12 octobre | Argentine | 0 | 0 | Paraguay  |
| 25 octobre | Argentine | 2 | 0 | Chili     |
| 2 novembre | Uruguay   | 0 | 0 | Argentine |

### Matchs
| 12 octobre 1924                                                                                      | Argentine | 0 – 0 | Paraguay | Parque Central (Montevideo)                   |                                               |
| |           | (0 - 0) |          | Spectateurs : 12 000 Arbitrage : Angel Minoli | Spectateurs : 12 000 Arbitrage : Angel Minoli |
| Tesoriere - Bidoglio, Bearzotti - Médici, Vaccaro, Solari - Tarasconi, Loyarte, Sosa, Seoane, Onzari | Équipes   | Denis - Durand, Sirvent - Centurión Miranda, Fleitas Solich, I. Benítez Casco - Capdevila, Molinas, López, Rivas, Fretes |          | Spectateurs : 12 000 Arbitrage : Angel Minoli | Spectateurs : 12 000 Arbitrage : Angel Minoli |

| 25 octobre 1924                                                                                        | Argentine             | 2 – 0                                                                                                  | Chili | Parque Central (Montevideo)                   |                                               |
| | Sosa 5e · Loyarte 78e | (1 - 0)                                                                                                |       | Spectateurs : 15 000 Arbitrage : Angel Minoli | Spectateurs : 15 000 Arbitrage : Angel Minoli |
| Tesoriere - Bidoglio, Bearzotti - Médici, Fortunato, Solari - Garassini, Loyarte, Sosa, Seoane, Onzari | Équipes               | Robles - Ernst, Hamablet - F. Arellano, Toro, Morales - Abarzúa, Reyes, Domínguez, D. Arellano, Olguín |       | Spectateurs : 15 000 Arbitrage : Angel Minoli | Spectateurs : 15 000 Arbitrage : Angel Minoli |

| 2 novembre 1924                                                                                    | Uruguay | 0 – 0                                                                                                 | Argentine | Parque Central (Montevideo)                   |                                               |
| |         | (0 - 0)                                                                                               |           | Spectateurs : 20 000 Arbitrage : Carlos Fanta | Spectateurs : 20 000 Arbitrage : Carlos Fanta |
| Mazali - Nasazzi, Arispe - Alzugaray, Zingone, Ghierra - Urdinarán, Barlocco, Cea, Petrone, Romano | Équipes | Tesoriere - Bidoglio, Bearzotti - Médici, Cochrane, Solari - Tarasconi, Loyarte, Sosa, Seoane, Onzari |           | Spectateurs : 20 000 Arbitrage : Carlos Fanta | Spectateurs : 20 000 Arbitrage : Carlos Fanta |

## Navigation